# Marianne Zechmeister
Marianne Zechmeister (* 12. April 1960 in Berchtesgaden) ist eine ehemalige deutsche Skirennläuferin. Ihre stärksten Disziplinen waren die Abfahrt und die Kombination. Sie erreichte zwei Top-10-Plätze im Weltcup und den neunten Rang in der Abfahrt bei den Olympischen Winterspielen 1980. Ihre ältere Schwester Christa war ebenfalls Skirennläuferin.

## Biografie
Zechmeister gewann bei den Junioreneuropameisterschaften 1975 in Mayrhofen die Bronzemedaille und 1977 in Kranjska Gora die Silbermedaille im Slalom. Bereits im Winter 1974/75 startete sie im Weltcup, die ersten Weltcuppunkte gewann sie aber erst am 4. Februar 1979, als sie in Pfronten 25. in der Abfahrt und Neunte in der Kombination wurde. Im nächsten Winter (Saison 1979/80) erzielte sie Platz elf in der Abfahrt von Piancavallo und Rang acht in der Kombination von Bad Gastein, was gleichzeitig ihr bestes Weltcupresultat darstellte. Nach diesen Leistungen konnte sie auch an den Olympischen Winterspielen 1980 in Lake Placid teilnehmen, die zugleich als Weltmeisterschaften zählten. Am Whiteface Mountain erreichte sie als beste Deutsche den neunten Platz in der Abfahrt.
In der Saison 1980/81 fuhr Zechmeister nur noch einmal, als 13. in der Abfahrt von Val-d’Isère, in die Punkteränge. Danach gelangen ihr im Weltcup keine Erfolge mehr, in der Saison 1981/82 erreichte sie aber im Europacup den zweiten Platz in der Abfahrtswertung.

## Erfolge

### Olympische Winterspiele
- Lake Placid 1980: 9. Abfahrt

### Weltcup
- Zwei Platzierungen unter den besten zehn

### Europacup
- Saison 1981/82: 2. Abfahrtswertung

### Junioreneuropameisterschaften
- Mayrhofen 1975: 3. Slalom
- Kranjska Gora 1977: 2. Slalom